# White Rabbit
White Rabbit (срп. Бијели зец) је пјесма групе  са њиховог албума из 1967. Surrealistic Pillow. Објављена је као сингл и постала је друга пјесма бенда која се нашла међу 10 најпопуларнијих у САД. По магазину Ролинг стоун пјесма је 478. најбоља пјесма свих времена.

## Историја
Пјесму је написала Грејс Слик док је још увијек била у бенду The Great Society и прво су је извели The Great Society. Када се група распала, Грејс Слик је позвана се придружи групи Jefferson Airplane. Први албум који је снимила са Jefferson Airplane био је Surrealistic Pillow, на коме су се нашле и њене двије пјесме - „Somebody to Love“ и „White Rabbit“. Извођењем ових двију пјесама група је постала позната, а распорострањено мишљење је било да су то пјесме групе (иако их је прије тога снимила група The Great Society). Слик је добила идеју за пјесму након што је узела ЛСД и сатима слушала албум Мајлса Дејвиса „Sketches of Spain“. Шпански ритам је био инспирисан Равеловим Болером.
Једна је од најранијих пјесама Грејс Слик, написана крајем 1965. и почетком 1966, укључује поређење халуцинантних ефеката психоделичних дрога као што су психоделичне печурке са ликовима у дјелима Луиса Керола: Алиса у земљи чуда и Алиса с оне стране огледала. Догађаји у овим књигама, као што је промјена величине након што поједе печурку или попије непознати напитак, помињу се у пјесми. Ликови који се спомињу укључују Алису, гусјеницу која пуши, бијелог витеза, црвену краљицу и пуха.